# 極限控制
是一部2009年的美國電影，由吉姆·賈木許編劇和執導。主演的伊薩赫·德·班克爾在片中飾演一名獨狼刺客，在西班牙執行任務。本片於2008年2月開拍，取景地點涵括了西班牙的馬德里、塞維亞以及阿爾梅里亞。

## 演員
- 伊薩赫·德·班克爾 飾 獨狼
- 比爾·莫瑞 飾 American
- 蒂妲·絲雲頓 飾 Blonde
- 蓋爾·賈西亞·貝納 飾 Mexican
- 希安·阿巴斯（英语：Hiam Abbass） 飾 Driver
- 帕茲·德·拉·維爾塔 飾 Nude
- 亚历克斯·德卡（英语：Alex Descas） 飾 Creole
- 尊·赫 飾 Guitar
- 工藤夕貴 飾 Molecules
- 让-弗朗索瓦·斯泰弗南 飾 French
- 奥斯卡·哈埃纳达（英语：Óscar Jaenada） 飾 The Waiter
- 路易斯·托薩（英语：Luis Tosar） 飾 Violin

## 外部連結
- AllMovie上《The Limits of Control》的资料（英文）
- Box Office Mojo上《The Limits of Control》的資料（英文）
- 互联网电影数据库（IMDb）上《The Limits of Control》的资料（英文）
- 爛番茄上《The Limits of Control》的資料（英文）
- The Limits of Control （页面存档备份，存于） at The Jim Jarmusch Resource Page
- Los Limites del Control （页面存档备份，存于） Spanish Site